# Antrustion
Antrustion era denumirea prin care, la franci și la merovingieni, era desemnat un om liber, care jurase fidelitate persoanei regelui și îl însoțea în campaniile războinice.

## Etimologie
Substantivul antrustion este un împrumut din limba franceză. Cuvântul din franceză antrustion este împrumutat din latina medievală: antrustio, antrustionis (la acuzativ singular: antrustionem), care este un derivat al cuvântului trustis. Acesta, la rândul său, este împrumutat din vechiul german. Trost, „fidelitate”. De notat apropierea etimologică a cuvântului antrustion cu verbul din engleză to trust

## Istorie
Avem informații despre antrustion din una din scrierile lui Marculfus, precum și din diversele dispoziții din Legea salică.
Antrustion-ul s-a bucurat de multe avantaje, deosebit de valoroase, îndeosebi dreptul la asistență regală și la protecție. Astfel, wergeld-ul cuvenit unui antrustion era de 600 de solidi, adică de trei ori mai mare decât în cazul unor persoane libere obișnuite (200 de solidi).
În general, la funcția de antrustion aveau acces doar persoane libere de origine francă, și doar în cazuri excepționale, galo-romanii erau admiși în garda de corp a regelui. Acești galo-romani, admiși în garda de corp a regelui franc, au luat denumirea de convivae regis, dar wergeld-ul cuvenit era doar de 300 de solidi, care era totuși de trei ori mai mare decât cel cuvenit unui galo-roman liber obișnuit (100 de solidi).
Se pare că antrustionii au jucat un rol important la curtea lui Clovis I, ei fiind cei care au format armata cu care a cucerit teritoriul. Aceasta era compusă în special din franci, dar și din câțiva galo-romani care trecuseră de partea lui Clovis. După cucerire, rolul lor a scăzut, deoarece la fiecare nouă expediție, regii merovingieni ridicau o armată de cetățeni, în care galo-romanii se amestecau cu francii. Între campanii, mențineau un mic corp de gărzi (trustis dominica). Dintre aceștia, ei îi alegeau pe cei însărcinați cu înființarea de garnizoane în orașele de graniță. Instituția antrustionilor pare să fi dispărut în secolul al VIII-lea, în perioada de anarhie. În mod eronat, unii consideră că din antrustion a derivat vasalitatea. Doar regele avea antrustioni în subordine, nu și feudalii. Antrustion era o instituție militară, în timp ce vasalitatea era o instituție socială, cu origini foarte complexe.

## Curiozitate lingvistică
Antrustion este unul din foarte rarele cuvinte din limba franceză terminate în -tion, de genul masculin (ca și bastion, cation, himation).